# 360° (песня)
«360°» — песня российского рэп-хип-хоп исполнителя Элджея. Трек был выпущен 29 мая 2018 года в качестве сингла лейблом ZBV по лицензии Universal Music. Текст песни был написан Алексеем Узенюком, а продюсером является Артём Абызов.
Сингл занял шестое место в чарте Top Radio & YouTube Hits и держался в топе чарта на протяжении десяти недель. Трек стал лидером российского чарта iTunes. По версии YouTube, композция «360°» стала самой популярной русскоязычной песней лета 2018 года. По итогом 2018 года, композиция заняла четырнадцатое место в списке самых прослушиваемых песнен в России по версии Apple Music.
31 июля 2018 года, на YouTube вышел клип «360°».

## История создания
29 мая 2018 года, Элджей опубликовал песню в социальной сети «ВКонтакте». Текст песни был написан Алексем Узенюком, спроектирован Артёмом Абызовым и выпущен лейблом ZBV.
Обложку сингла украсила ведущая «Орла и решки» и видеоблогер Настя Ивлеева, подтвердив слухи о романе с Элджем. В песне Алексей признаётся (в свойственной ему манере), что восхищается девушкой  и чувствует, что это взаимно.

## Музыкальное видео
31 июля 2018 года на YouTube, вышел клип «360°». Режиссёром клипа выступил Максим Шишкин, который снимал для Элджея клипы «Минимал» и «1love». Поклонники
Элджея ожидали увидеть в клипе любовь, чувства, романтику, а также Настю Ивлееву. Видеоролик выполнен в ярких «неоновых» тонах и напоминает настоящий голливудский блокбастер со стрельбой и драками, при этом Ивлеева в клипе не появилась. Поклонники отметили что «песня не рисуется с концепцией клипа».
По сюжету Элджей получает звонок от похитителя его девушки, которую взял в плен якудза. Сметая все препятствия на своём пути, он героически бросается на её спасение. Герой все-таки добирается до поставленной цели, но уже было слишком поздно.

## Издания
- Цифровая загрузка[1]

1. «360°» — 2:32

- Цифровая загрузка — 8-bit 360°[15]

1. «8-bit 360°» — 2:32

## Участники записи
По данным с сайта Tidal
- Алексей Узенюк — композитор, автор песни, вокал
- Артём Абызов — продюсер
- Владислав Палагин — производство, сведение

## Чарты

### Еженедельные чарты
| Чарт (2018)          | Лучшая позиция |
| -------------------- | -------------- |
| СНГ (TopHit Airplay) | 7              |

## История релиза
| Регион    | Дата         | Формат                        | Версия   | Издатель              | Прим.  |
| --------- | ------------ | ----------------------------- | -------- | --------------------- | ------ |
| Различные | 29 мая 2018  | цифровая дистрибуция стриминг | Оригинал | ZBV • Universal Music | [ 1 ]  |
| Различные | 06 март 2019 | цифровая дистрибуция стриминг | 8-bit    | ZBV • Universal Music | [ 15 ] |